# Paumaris
Els paumaris són un grup indígena brasiler que habita al sud de l'estat de l'Amazones (Brasil), més concretament a les Terres Indígenes Paumari del lac Manissuã, riu Tapauá i llac Paricá, al municipi de Tapauá, i les Terres Indígenes Paumari del Llac Marahã, riu Ituxi i Terra Indigena Caititu, al municipi de Lábrea. Sumaven 1.804 individus el 2014

## Localització
Els Paumari habiten els llacs i ribes del mig riu Purus, al sud de l'estat d'Amazones. Parlen un idioma de la petita família Arawak. Avui en dia hi ha més de mil persones, que viuen en tres grans zones del Purus mitjà. Uns 1000 viuen a la regió del llac Marahã, un centenar viuen a la vora del riu Ituxi i aproximadament 300 persones viuen als llacs dels rius Tapauá i Cuniua, afluents a la banda esquerra del riu Purus. Els paumari en aquestes tres regions parlen variacions de la mateixa llengua, el paumarí. A la vida quotidiana, sovint utilitzen el portuguès (jara athini), generalment associant estructures fraseals en portuguès i el vocabulari paumari, formant una mena de "pidgin", inintel·ligible per a aquells que no parlen la llengua paumari.

## Economia
Viuen principalment de la pesca i planten petits garrins on conreen diverses espècies de plantes, però principalment mandioca, nyam i plàtans. Solen recollir fruits al bosc, variant la seva dieta segons l’època de l’any. Disposen de tècniques de pesca molt variades i sofisticades, especialitzades en la pesca de peixos de cuir, i antigament també de tortugues i manatins. També solen plantar-se a les platges, durant l'estiu amazònic, i venen bona part d’aquesta producció amb regates o comerciants de Làbrea.

## Història
Segons alguns estudiosos, són descendents d'un subgrup dels antics purupurus, un poble extingit que ocupava una regió propera a la desembocadura del riu Purus i la de l'Ituxi al segle xviii. Els purupurus van ser esmentats a mitjan segle xix com a habitants de la regió entre el llac Jary i el riu Paraná-Pixuna (afluent dret del baix Purus) i la desembocadura de l’Ituxi. Un altre subgrup extingit dels purupurus, el Juberi (Jubirí, Yuberí), es trobava a la part baixa del riu Tapauá, a la vora del llac Abonini i a la vora del Purus abans de la desembocadura del riu Mamoriá-Açu. Els paumaris actuals van ser esmentats per primera vegada només el 1845 pel comerciant Manoel Urbano da Encarnação com a grup d'indis explotats per a la recollida de drogues do sertão, substàncies obtingudes de la vegetació del bosc. El 1862 el naturalista alemany Gustav Wallis va prendre nota d’una maloca (cabana) paumari a la desembocadura del riu Jacaré.
Els paumari són un dels pocs grups ètnics que van aconseguir sobreviure sense enfrontaments i retallades demogràfiques significatives, així com les exploracions dels colonitzadors espanyols, fins i tot els períodes de la febre del cautxú amb nombroses expedicions relatives a la recollida d’aquest làtex segles XIX i XX. Als anys noranta, el nombre de Paumari ha augmentat encara més, arribant a superar els 700 individus gràcies també a l'ajuda del govern brasiler que, entre altres coses, ha redescobert i restablert el valor de les formes, costums i llengua d'aquest grup ètnic. Un cens del 2010 va mostrar un augment del seu nombre a 1.559 individus.